# Zajelše
Zajelše – wieś w Słowenii, w gminie Dol pri Ljubljani. W 2018 roku liczyła 263 mieszkańców.